# Isalonactis
Isalonactis is een monotypisch geslacht van schimmels in de familie Roccellaceae. Het bevat alleen de soort Isalonactis madagascariensis.